# محمد مراد أوجار
محمد مراد أوجار (بالتركية: Murat Uçar)‏ هو لاعب كرة قدم تركي، ولد في 1 أغسطس 1991 في موش في تركيا. لعب مع إسكيشهرسبور.

## وصلات خارجية
- محمد مراد أوجار على موقع اتحاد تركيا (لاعب) (الإنجليزية)
- محمد مراد أوجار على موقع قاعدة بيانات كرة القدم.إي يو (الإنجليزية)
- محمد مراد أوجار على موقع Soccerway.com (الإنجليزية)
- محمد مراد أوجار على موقع عالم كرة القدم.نت (الإنجليزية)